# 障がい者制度改革推進本部
障がい者制度改革推進本部（しょうがいしゃせいどかいかくすいしんほんぶ）とは、2009年（平成21年）12月8日、閣議決定により内閣府に設置された。これにより障害者施策推進本部は廃止となった。なお、障害者施策推進本部が決定した事項については、現本部へ引き継がれたが、2012年（平成24年）7月24日に当本部は廃止された。

## 構成
- 本部の構成は次のとおりとする。

1. 本部長 内閣総理大臣
2. 副本部長 内閣官房長官 、内閣府特命担当大臣（共生社会政策担当）
3. 本部員 他のすべての国務大臣

- 障がい者制度改革推進会議
  - 障害者施策の推進に関する事項について意見を求めるため、上記会議を開催している。